# 本田雅也
本田 雅也（ほんだ まさや、1973年8月21日 - ）は、日本の脚本家。

## 経歴
長崎県佐世保市出身。中学生の頃から脚本家を志し、高校卒業後は大阪芸術大学に進学。映像学科で映画を学ぶ。
1997年、サンライズに入社。テレビアニメ『勇者王ガオガイガー』や『THE ビッグオー』などで制作進行を務め、2000年にサンライズを退社してタツノコプロに移り、文芸設定を担当。
翌2001年にテレビアニメ『よばれてとびでて!アクビちゃん』の第1話で脚本家としてデビューする。
現在はフリーの立場から、アニメを中心に脚本やシリーズ構成を担当している。

## 主な参加作品

### テレビアニメ
- 『よばれてとびでて!アクビちゃん』（2001年 - 2002年）
- 『陰陽大戦記』（2004年 - 2005年）[2]
- 『逮捕しちゃうぞ フルスロットル』（2007年 - 2008年）
- 『ヤッターマン』（2008年 - 2009年）[3]
- 『たちゅまる劇場』（2010年 - 2011年）[4]
- 『一騎当千 XTREME XECUTOR』（2010年）[5]
- 『プリティーリズム・レインボーライブ』（2013年 - 2014年）
- 『ワルキューレロマンツェ』（2013年）[6]
- 『うーさーのその日暮らし 夢幻編』（2015年）[7]
- 『侍霊演武:将星乱』（2016年）[8] ※シリーズ構成も担当
- 『NARUTO -ナルト- 疾風伝』（2007年 - 2017年）[9] ※第489話から第493話までシリーズ構成も担当
- 『BORUTO-ボルト- -NARUTO NEXT GENERATIONS-』（2017年 - ）[10] ※第67話からシリーズ構成も担当
- 『真・一騎当千』（2022年 - ）[11] ※シリーズ構成も担当
- 『事情を知らない転校生がグイグイくる。』（2023年）

### アニメ映画
- 『モンスターストライク THE MOVIE ルシファー 絶望の夜明け』（2020年）[12]

### Webアニメ
- 『Double Circle』（2013年）[13] ※シリーズ構成も担当
- 『モンスターストライク THE ANIMATION 第3期』（2019年 - 2020年） ※シリーズ構成も担当

### OVA
- 『鴉 -KARAS-』（2005年 - 2007年）[14]
- 『一騎当千 Western Wolves』（2019年）[15] ※シリーズ構成も担当

### 漫画
- 『シャアの日常』（作画：南北、2013年 - 2018年、全8巻）[16]

### 特撮ドラマ
- 『ウルトラマンアーク』（2024年）[17]